# Incertae sedis
Incertae sedis (latinsky nejasného zařazení), zkratka inc. sed., je označení pro taxon, u nějž nejsou známy širší příbuzenské vztahy v rámci vyšší taxonomické skupiny.
Příkladem je například Grypania spiralis, fosílie, která je označována za raného eukaryota. O její další afinitě k eukaryotických taxonům (viz klasifikace eukaryot) však nic nevíme, a tak se označuje jako „eukaryota incertae sedis“.